# Lichtenbroich
Lichtenbroich è un quartiere della città tedesca di Düsseldorf, appartenente al distretto 6.